# Pemon
El pemon pertany a la família de llengües carib. És parlat pels pemons, aproximadament trenta mil persones al Sud-est de Veneçuela particularment al parc nacional Canaima (estat de Bolívar), a l'estat de Roraima al Brasil i a Guyana. Algunes de les seves paraules s'han incorporat a la manera de parlar dels habitants d'aquesta àrea del país.

## Classificació

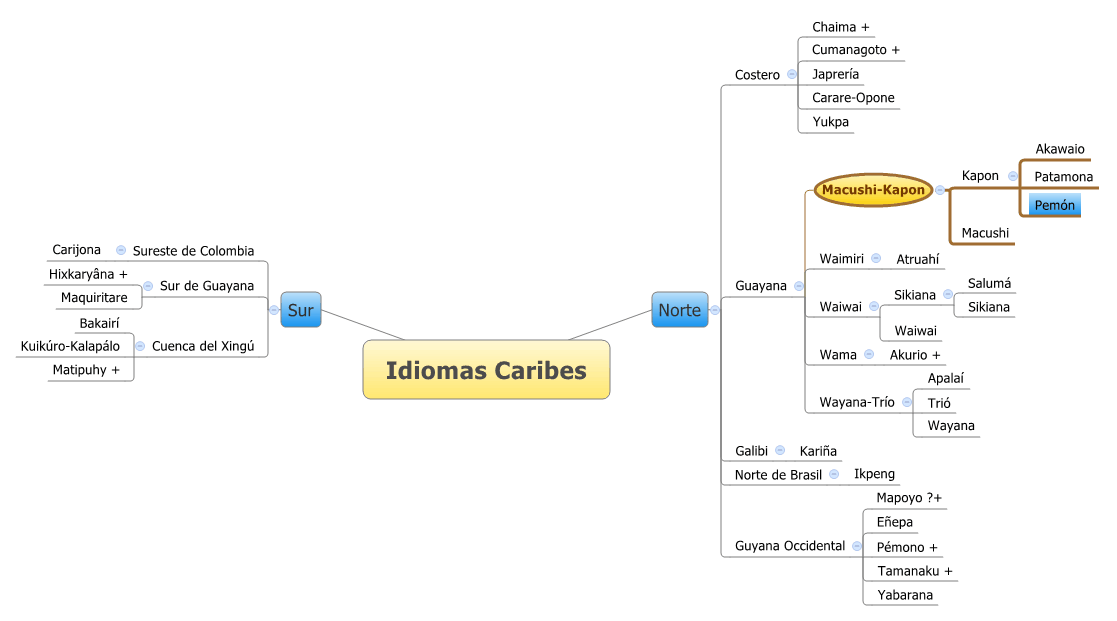
El pemon entre els idiomes caribes.

El pemon és part de la família Carib, de la branca guaianesa, sub-branca Kapón. Està emparentat pròximament amb l'akawaio, el macuxi i el patamona i en menor grau amb idiomes com el yekuana.

## Distribució
El pemon és l'idioma Carib amb més parlants. Es parla en els municipis Sifontes i Gran Sabana de l'estat Bolívar de Veneçuela, a Guyana i a Roraima, el Brasil. El macuxi, parlat al Brasil, és a vegades considerat com un dialecte del pemon. La Gran Sabana és el lloc amb el major nombre de parlants de la llengua pemona.

### Dialectes
Hi ha tres dialectes pemons mútuament intel·ligibles:
- arekuna: dialecte de la zona nord i centre, parlat per un 45% de la població.
- kamarakoto: dialecte de Kamarata i Urimán, a la zona nord-occidental, en el Baix Caroní i Baix Paragua[1]
- taurepan: dialecte del sud (de la Gran Sabana)

Aquests dialectes es diferencien a nivell fonètic, gramatical i lexical.

## Història
El taurepan té un origen comú amb una sèrie d'idiomes coneguts com llengües carib. Aquests idiomes s'haurien derivat d'un idioma proto-carib hipotètic l'existència del qual s'estima remuntar-se a 3700 anys enrere. Aquesta família és una de les majors a Amèrica i hauria tingut la seva extensió màxima en el moment del contacte amb els europeus.
L'idioma fins i tot conserva una gran semblança amb altres idiomes caribes parlats actualment a Veneçuela i amb uns altres que es van extingir en els segles passats com el tamanaco o el chaima. En segles anteriors els missioners catòlics van fer estudis d'idiomes caribes relacionats, com el tamanaco i el chaima. El taurepan ha estat abans de res un idioma sense tradició escrita. Només en el segle xx va començar a canviar això.
L'antropòleg i explorador Theodor Koch-Grünberg va ser probablement la primera persona a publicar estudis sobre aquest idioma.
Fra Cesáreo de Armellada va desenvolupar la primera gramàtica del taurepan a mitjan segle XX (1943), així com un diccionari, que han rebut diverses edicions. De Armellada també va publicar diversos volums de contes en taurepan i castellà.
La constitució de 1999 va declarar a l'idioma taurepan com un dels idiomes oficials del país, encara que això no ha tingut moltes repercussions. Els alumnes de primària reben algunes classes en taurepan, encara que l'educació es desenvolupa abans de res en castellà. Anualment hi ha un concurs de lectura en quatre idiomes a la ciutat de Santa Elena de Uairén i el taurepan és un d'aquests idiomes.
No hi ha premsa escrita en taurepan. Hi ha ràdios locals en la Gran Sabana que tenen programes en aquest idioma. En Santa Elena de Uairén és comú trobar persones que parlin taurepan.

### Influència en altres idiomes
El pemon ha donat algunes paraules a l'idioma castellà. Una és "tepuy" (tüpü). Una família de coleòpters aléfagos ha rebut com a nom el terme Meruidae, del pemon meru o "cascada".
Nombrosos topònims de la Guaiana veneçolana són d'origen pemon. Entre altres, es compten: Roraima, Kamoirán, Uairén (Wairen), Kukenán, Icabarú, Caroní, Auyán Tepui, Kari'ña, Kavanayén, Canaima (Kanaima), encara que Caroni es pensa que és d'origen arawak.

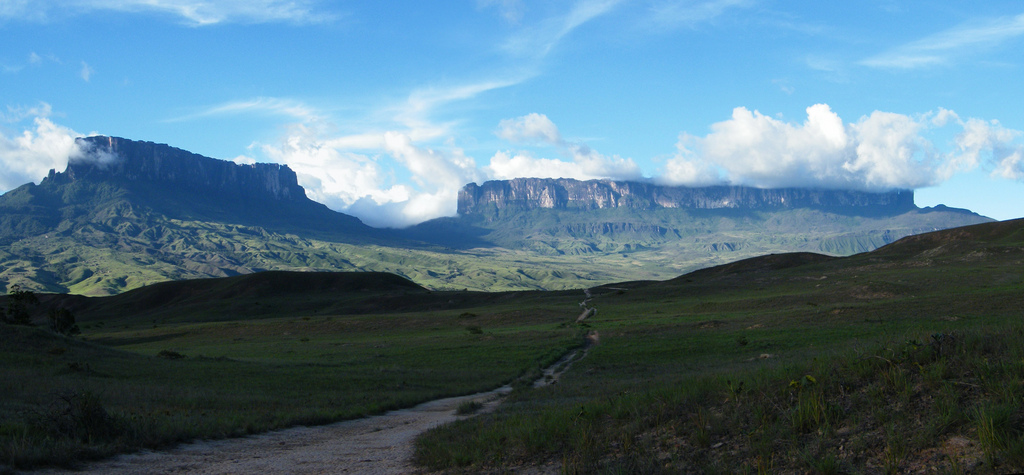
Tepuy, del pemón tüpü, és una paraula que ha passat a designar en espanyol i altres idiomes el tipus de muntanyes trobades en el Massís Guayanés.

## Fonologia

### Vocals
El pemón té els següents fonemes vocàlics:
a: /a/
e: /e/ o /ε:
i: /i/
ï: /i/
ü:
o: /o/ o /ø/
ö: /ø/ o /ə/
o: /o/
Encara hi ha textos que només usen les lletres castellanes, sense fer diferència de manera clara entre fonemes com ara /o/ o /ø/.

### Consonants
Existeixen les següents consonants:
b, ch, d, k, m, n, ñ, p, r, s, t, v, w, i

## Morfologia i sintaxi
El pemón, a diferència del castellà, no té articles.
En comptes de preposicions, s'usen en general postposicions.

### Substantius

#### Número
El número s'indica molt poques vegades en pemón.
En general s'usa el sufix -damük per al plural dels éssers vius, mentre que s'usa -ton per als objectes inanimats. La variant kamarakota no usa aquesta forma per a humans, sinó -ton.
| morok | morokdamük |
| peix  | peixos     |

S'usen altres sufixos per a expressar pluralitat: -kon, -son, -on, -sant, -ton.
| dakon | dakonnon |
| germà | germans  |

#### Gènere
El gènere en pemón no s'indica amb afixos. Per a indicar el gènere dels animals se'ls afegeix la terminació -´pachi.
gos: arinmaraka
gos: arinmaraka pachi
Només unes certes paraules es distingeixen per a referir-se a éssers vius masculins o femenins, que també són dependents del gènere de qui es digui. Ej:
mumu: fill, si es tracta del fill de l'home
yenchi: filla, si es tracta de la filla de l'home
rume: per a fill o filla de la femella.

#### Diminutius i augmentatius
El sufix principal per a expressar un diminutiu és -rü'kö. Hi ha diversos sufixos que expressen l'augmentatiu: potorü (de pare), yun (pare), pai (cap), entre d'altres.
| kaikuse | kaikuserü'kö | kaikusepotorü |
| tigre   | tigret       | tigrot        |

### Adjectius
Els adjectius pemones usualment s'anteposen al substantiu, al contrari del que ocorre en espanyol.
nosan yöi: pal llarg.
Els adjectius poden nominalizarse depenent de la seva posició.
Poden portar una terminació de plural, encara que la mateixa no és tan freqüent com en espanyol:
chuviyü: vermell, chuviyüton: vermells

#### Comparació
En pemón es pot comparar utilitzant l'adverbi yentai. Aquest es col·loca usualment al final de l'oració, seguint la fórmula S + A + S + yentai (frase nominal + adjectiu + frase nominal + més)
| Waira | tekatunsen | mauray    | yentai |
| Danta | corredor   | cachicamo | més    |

La danta és més corredora que el cachicamo.

### Pronoms
La següent taula representa els pronoms i afixos nominals.

### Verbs
Els verbs solen anar al final de l'oració o entre l'objecte directe i el subjecte. Hi ha prefixos i sufixos per a identificar la persona i el número. Els pronoms s'annexen al verb.

#### Present
El present transitiu regular té les següents formes:
El verb ser/estar es pot expressar per mitjà de dos verbs diferents. Un és regular i l'altre no:

#### Pretèrit
El pretèrit sintètic té les següents formes:
El pretèrit perfecte pot expressar-se amb l'arrel seguida del sufix -sak:
- e'neiika: enutjar-se

- e'neikasak da'tai: quan m'enutjo

#### Futur
El futur no s'indica amb una forma verbal específica. Es poden usar sufixos que expressen matisos de futur (intenció).
- -kupü: tapui ataremo kupü (es caurà la casa)
- -ina: chikö chimokaina (trauré la nigua)
- -es: mörö enöse (ho menjarem)

#### Imperatiu
El pemón pot indicar en les seves formes imperatives si l'acció ha de realitzar-se en una altra part o si el receptor ha d'anar a l'interlocutor per a realitzar-la.

### postposicions
El pemón, com molts idiomes americans de diverses famílies, usa postpocions en comptes de preposicions.
En la següent taula es poden veure alguns exemples d'aquestes.

#### Adverbis
Molts adverbis no es diferencien per la seva forma d'adjectius o substantius.
Un dels sufixos adverbialitzadors més comuns és -pe.
Exemples:
- emadope: primerament
- yataretika: en acabar

Altres adverbis són demostratius:
- tare: aquí
- seporo: per aquí

#### Numerals
L'idioma pemón té un sistema de numeració que només arriba fins a la vintena.
Normalment s'usen els numerals castellans per a quantitats més enllà de 5.
Els numerals en pemón són els següents:
| numeral | pemón                                                      | explicació                     |
| 1       | teukin, toikin                                             |                                |
| 2       | saküne, saknankon, sak, saare, rostís                      | sak: parella                   |
| 3       | eseura-woné, eseurau, essei-rau, eseurawe-nan, eseurá-woné |                                |
| 4       | nauru, sakrere, sakörö roné                                | doble de 2                     |
| 5       | mia toikin, teukin yenin                                   | mà, 5 dits                     |
| 6       | teukin pia tenna tamotai, mia teukin                       | 1 a una altra mà               |
| 7       | sakne pia tenna temotai, mia saküne                        | 2 a una mà                     |
| 8       | eseurawene mia pona temotai                                | 3 a una mà                     |
| 9       | sakrere mia pona temotai                                   | 4 a una mà                     |
| 10      | mia tamenawere, yenna-to kaichare, yenna to-pe             | totes dues mans, tots els dits |

### Sintaxis
L'idioma pemon és un idioma SOV alternat amb OVS. El pemon és una llengua ergativa.
Alguns exemples:
|  | José-da | Juan | erema |  | > José veu a Joan |

Les següents frases amb equivalents:
|  | Sabauke | a- | rona | -da |  | > Et rento amb sabó |

|  | a- | rona | -da | sabauke |  | > Et rento amb sabó |

Sabauke es forma amb el substantiu sabau (sabó) i la postposició -ke (amb o valor instrumental).

## Lèxic
El pemon té una gran semblança lèxica a altres idiomes caribes, especialment aquells de Guaiana i la costa occidental de Veneçuela. A baix apareixen algunes paraules dels extints chaima i tamanaco, que van ser registrades per Alexander von Humboldt en el seu viatge a Veneçuela, juntament amb l'equivalent en pemon i en castellà..
El lèxic pemón també ha rebut influència de diversos idiomes autòctons i europeus.

## Algunes expressions
- Öik adeseik?: Com et dius?
- Waküperö medan?: Com està Vostè?
- Waküperö medatöu?: Com estan Vostès?